# ¿Por qué morir por Danzig?

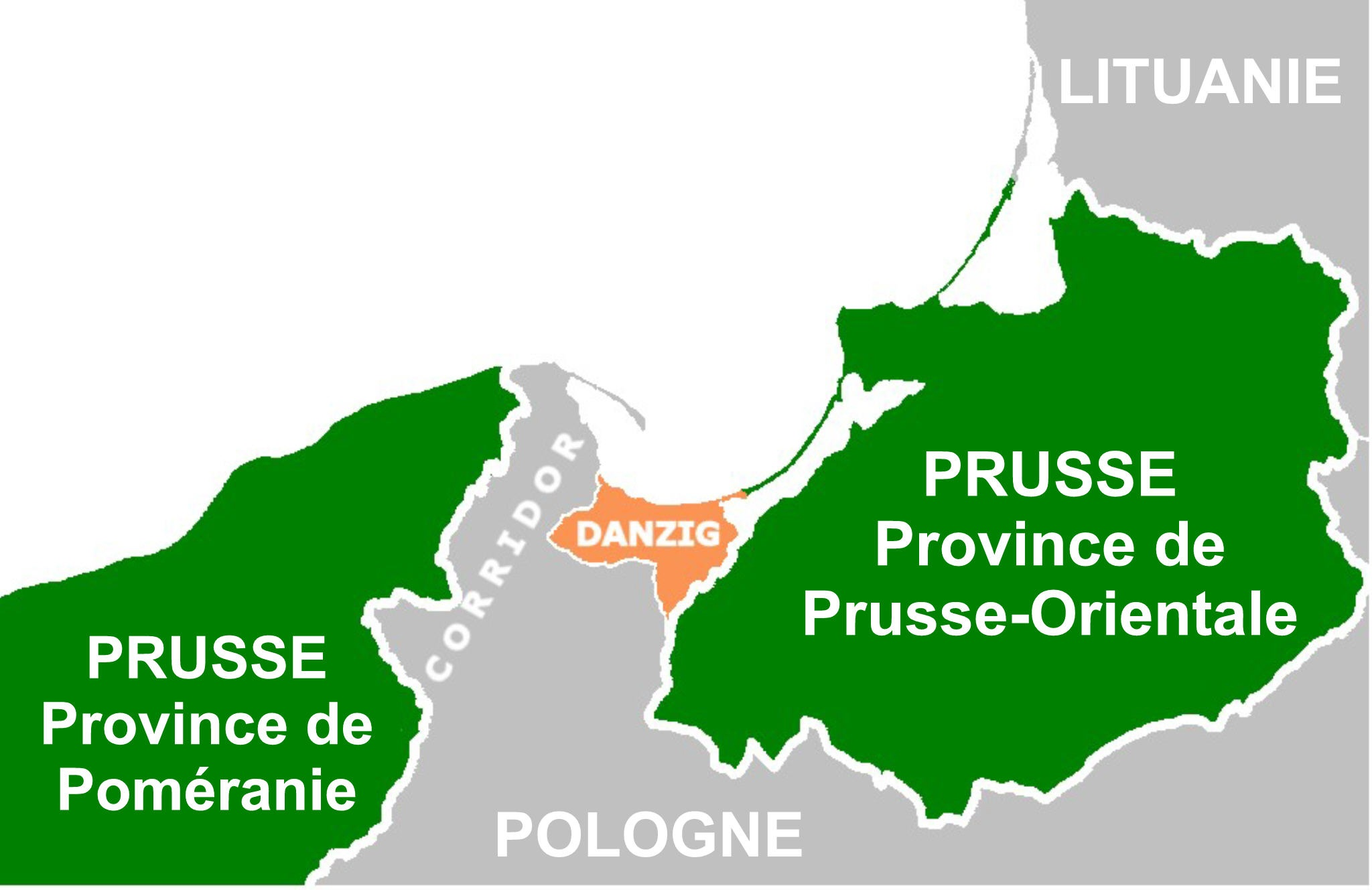
Corredor de Danzig.

¿Por qué morir por Danzig? (en francés: Pourquoi mourir pour Dan(t)zig?, en polaco: Dlaczego musimy umierać za Gdańsk?) es un  eslogan político antiguerra francés creado a vísperas de la Segunda Guerra Mundial.

## Artículo
La frase se origina del título de un artículo ("Mourir pour Dantzig?") del escritor neosocialista francés Marcel Déat, publicado el 4 de mayo de 1939 en el diario parisino L'Œuvre (L'Œuvre en Wikipedia francesa) El artículo habla sobre uno de los ultimátums de la Alemania nazi a la Segunda República Polaca, con respecto a la demanda de transferir el control de la Ciudad libre de Danzig (Gdańsk) a Alemania. En el artículo, Déat argumenta a favor de la política de apaciguamiento. Este afirma que Francia no tenía ningún interés en defender a Polonia, y que el canciller alemán Adolf Hitler estaría satisfecho después de recibir el territorio que (según Déat, legítimamente) demandaba. Acusaba a los polacos de belicismo y de estar arrastrando a Europa a una guerra. Déat argumentaba que los franceses no deberían ser llamados a morir por culpa del irresponsable politiqueo polaco, y expresaba dudas sobre si Polonia sería capaz de luchar durante una cantidad significativa de tiempo. "Luchar junto a nuestros amigos polacos por la defensa común de nuestros territorios, de nuestra propiedad, de nuestras libertades" escribió Déat, "esa es una perspectiva que uno puede concebir valientemente, si contribuyese a mantener la paz. Pero morir por Danzig, ¡no!" ("Mais mourir pour Dantzig, non !")

## Impacto
Las opiniones sobre la importancia y el impacto del eslogan difieren. El artículo y varias piezas similares fueron notados por diplomáticos y oficiales de gobierno, tanto franceses como extranjeros, y provocaron comunicados de prensa del primer ministro Édouard Daladier y del ministro de relaciones exteriores Georges Bonnet, quién notó que dicho sentimiento no representaba la opinión mayoritaria tanto del público francés como del gobierno francés, y reafirmó su apoyo a la alianza franco-polaca.
El eslogan ha sido acreditado por Henry Kissinger con desmoralizar a los franceses en 1940, pero el historiador David Gordon argumenta que para ese entonces ya había quedado marginado. El historiador Julian T. Jackson concuerda, notando que mientras que el eslogan fue utilizado por algunos grupos extremistas, como el Partido Popular Británico, en general al tiempo de ser escrito este "cayó en gran parte en oídos sordos". Según el historiador Karol Górski, el artículo de Déat, y su eslogan resultante, ganaron algo de popularidad en Francia y en el extranjero, y otros listan los grupos en los que resonó, como la intelligentsia francesa, la extrema derecha y los aislacionistas. Aunque fue menos popular entre el público general; Thomas Sowell cita una encuesta francesa de aquel entonces que muestra que el 76% del público era partidario de ir a la guerra por Danzig.
El eslogan fue recibido de forma particularmente negativa en Polonia, donde entró en la lengua polaca como la frase "umierać za Gdańsk", utilizado como un tipo de falacia informal, describiendo un argumento con el que nadie debería estar de acuerdo. Todavía aparece en el discurso político polaco y para 2012 era una referencia reconocida por el público general. Un número de fuentes polacas modernas cita este eslogan argumentando que era el punto de vista predominante compartido por una mayoría de franceses e incluso británicos, y que el estado de ánimo general en dichos países era tal que sus ciudadanos no querían luchar por su aliado polaco. La frase también ha sido utilizado ocasionalmente en el discurso político moderno de la lengua francesa e inglesa. En 1939, la frase fue fácilmente adoptada por la propaganda nazi, y utilizada en transmisiones en francés alrededor del tiempo de la Guerra de broma.
Siguiendo la derrota francesa por Alemania y la creación de la Francia de Vichy, Déat se volvió un partidario del fascismo y un colaborador nazi, yendo tan lejos como para buscar recibir apoyo de la Alemania nazi para su partido fascista, el cual era más radical que el régimen de Vichy.